# Melitaea distinctissima
Melitaea distinctissima är en fjärilsart som beskrevs av Felix Bryk 1940. Melitaea distinctissima ingår i släktet Melitaea och familjen praktfjärilar. Inga underarter finns listade i Catalogue of Life.